# Амастрида (дочь Оксафра)
Амастри́да, также Амастрина, Амастрия (др.-греч. Ἄμαστρις; 340-е — 280 годы до н. э.) — персидская принцесса из дома Ахеменидов.
В 324 году до н. э. Амастриду выдали замуж за влиятельного македонского военачальника Кратера. Впоследствии он развёлся с супругой. Амастрида при согласии первого мужа практически сразу же вышла замуж за правителя Гераклеи Понтийской Дионисия. После его смерти она стала регентом при своих малолетних детях. В 302 году до н. э. она вышла замуж за одного из наиболее влиятельных диадохов Лисимаха. Несмотря на то, что, согласно античным источникам, Лисимах любил Амастриду, в 300 году до н. э. он развёлся, чтобы заключить династический брак с дочерью правителя Египта Птолемея Арсиноей. Правление Амастриды, согласно современным оценкам, было разумным. Она смогла сохранить независимость Гераклеи Понтийской в условиях войн диадохов. Под конец жизни она основала город Амастриду, где и провела остаток жизни. Была убита собственными сыновьями.

## Биография
Амастрида родилась в семье персидского аристократа из царского рода Ахеменидов Оксафра. Её имя обозначало «сильная женщина». Мемнон Гераклейский писал, что в детстве она воспитывалась и жила вместе со своей двоюродной сестрой Статирой, которая приходилась Амастриде ровесницей. Согласно современным оценкам, ровесница Амастриды Статира родилась около 345 года до н. э.
В 336 году до н. э. Дарий III, который был братом Оксафра и, соответственно, дядей Амастриды, стал царём империи Ахеменидов. В 333 году до н. э. после поражения Дария III в битве при Иссе Амастрида вместе с другими жёнами и детьми персидских вельмож попала под Дамаском в плен к македонянам.
В 324 году до н. э. Александр Македонский организовал массовое бракосочетание в Сузах между македонянами и знатными персидскими девушками, которое должно было символизировать примирение между двумя враждовавшими народами. На ней Амастриду выдали замуж за одного из главных военачальников македонян Кратера.
В 322/321 году до н. э. Кратер развёлся с Амастридой, чтобы жениться на дочери наместника Македонии Антипатра Филе, и легко согласился на брак своей первой супруги с тираном Гераклеи Понтийской Дионисием. Благодаря браку с Амастридой Дионисий не только получил богатое приданое, но и породнился с некоторыми знаковыми диадохами. Так, после смерти Кратера в 321/320 году до н. э. Филу выдали замуж за сына Антигона Деметрия. Большое приданое Амастриды позволило Дионисию содержать пышный двор. Также брак с персидской принцессой позволил Дионисию позиционировать себя для своих подданных преемником Ахеменидов. Амастрида родила Дионисию двух сыновей Клеарха и Оксафра, названных в честь дедов по отцовской и материнской линиям, а также дочь Амастриду.
После смерти Дионисия в 305/304 году до н. э. Амастрида стала регентом при сыновьях, которые находились «в нежном возрасте». Она прославилась разумным правлением, сумев сохранить независимость государства в непрекращавшейся борьбе между диадохами. Вначале она продолжала поддерживать союз с Антигоном, но в ходе Четвёртой войны диадохов, правильно оценив ситуацию перешла на сторону его противников. В 302/301 году до н. э. она вышла замуж за царя Фракии Лисимаха, обеспечив себе место в числе победителей. На момент свадьбы Гераклея была для Лисимаха крайне важной базой на черноморском побережье, необходимой для ведения военных действий против Антигона. Также, свадьба с принцессой из рода Ахеменидов легитимизировала его претензии на владения в Азии.
Став женой Лисимаха, Амастрида переехала в Сарды. Мемнон писал, что поначалу Лисимах искренне любил свою супругу, однако впоследствии в 300/299 году до н. э. развёлся, чтобы жениться на дочери правителя Египта Птолемея I Сотера Арсиное. По мнению Г. Берве, после окончательного поражения Антигона в битве при Ипсе 301 года до н. э. Гераклея утратила для Лисисмаха какое-либо стратегическое значение. Поэтому, хотя он и испытывал симпатию к Амастриде, политические соображения для Лисимаха оказались более значимыми чем личные предпочтения. Полиэн писал, что Амастрида родила от Лисимаха сына Александра. Согласно Павсанию, матерью Александра была некая одрисиянка. В историографии нет единого мнения о том, кто из античных авторов прав в контексте матери Александра, сына Лисимаха. У. Вилькен отдаёт предпочтение Полиэну, В. Хеккель — Павсанию. С. Бурштейн не исключал, что Лисимах мог иметь сыновей под именем Александр как от Амастриды, так и от одрисской наложницы.

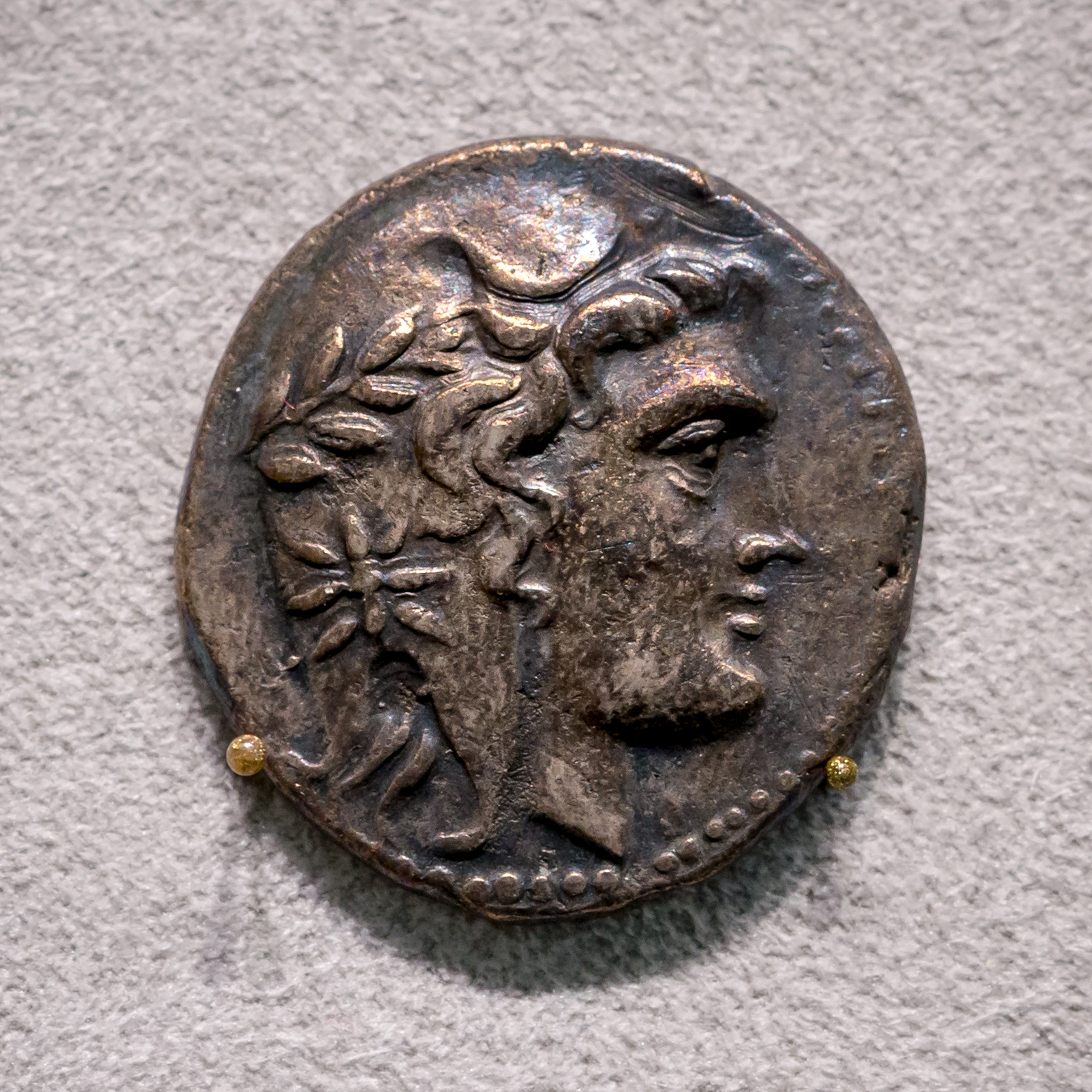
Изображение Амастриды на монете около 285 года до н. э.

После развода Амастрида вернулась в Гераклею Понтийскую и основала город Амастриду на месте Сесама, в который также переселила жителей Китора, Кромны и Тиоса, в устье реки Парфений. В новом городе она правила до 288 года до н. э., где даже чеканила монету с легендой «ΑΜΑΣΤΡΙΟΣ ΒΑΣΣΙΛΙΣΣΗΣ» («Амастрида царица»). На монетах изображали саму царицу в образе Афродиты и Анахиты. Символ Аполлона, лавровый венок, на её голове, по мнению С. Ю. Сапрыкина, свидетельствует о возникновении культа Амастриды. Также данные нумизматики свидетельствуют об усилении влияния иранских культов, оформления власти и её атрибутов в Гераклее Понтийской при персиянке Амастриде.
Согласно античной традиции, Амастрида передала власть в Гераклее Понтийской сыновьям Клеарху и Оксафру. Однако они не обладали талантами государственных деятелей своих родителей. Несмотря на то, что Амастрида не дала им никакого повода для ненависти, сыновья пригласили мать в Гераклею и по пути приказали потопить корабль. Е. И. Леви считала, что Лисимах оставил в Гераклее воинский гарнизон. В этом контексте она считала, что убийство Амастриды Клеархом и Оксафром могло быть одним из эпизодов попытки гераклеотов восстановить свою независимость.
В историографии существуют разные версии относительно времени смерти Амастриды. Её датируют промежутком между 289/288 и 281 годами до н. э. Лисимах отомстил убийцам своей бывшей супруги и казнил матереубийц. Месть Лисимаха убийцам Амастриды была лишь формальным поводом для подчинения богатой причерноморской области. Хотя он и сохранил формальную независимость Гераклеи, о подлинной самостоятельности государства не было и речи. Лисимах передал город Амастриду в управление своей жене Арсиное, которая поставила во главе Гераклеи Гераклида из Ким.

## Оценки
Г. Берве и Э. Д. Фролов считали Амастриду умной и энергичной женщиной, чьё разумное правление позволило в течение длительного времени сохранять независимость небольшой Гераклеи Понтийской в условиях войн диадохов.

### Исследования
- Бабенкова Ю. В. Идеологическая политика гераклейских тиранов // Клио. — 2016. — Вып. 113, № 5. — С. 47—52. — ISSN 2070-9773.
- Берве Г. Тираны Греции. — Ростов-на-Дону: Феникс, 1997. — (Исторические силуэты). — ISBN 5-222-00368-X.
- Леви Е. И. К вопросу о датировке Херсонеской присяги // Советская археология. — М.; Л.: Издательство Академии наук СССР, 1947. — Вып. IX. — С. 89—100.
- Фролов Э. Д. Младшая тирания // Античная Греция. Кризис полиса. — М.: Наука, 1983. — Т. 2. — С. 121—156.
- Badian E.. STATEIRA (англ.). iranicaonline.org. Encyclopædia Iranica (16 ноября 2015). Дата обращения: 11 мая 2024.
- Heckel W. Who's Who in the Age of Alexander and his Successors. From Chaironea to Ipsos (338—301 BC) (англ.). — Barnsley: Greenhill Books, 2021. — 554 p. — ISBN 978-1-78438-648-1.
- Lund H. S. Lysimachus. A study in early Hellenistic kingship (англ.). — L.; New York: Routledge, 1992. — ISBN 0-203-20684-3.
- Schmitt R. Amestris // Encyclopædia Iranica (англ.) / Yarshater Ehsan (ed.). — L.; Boston and Henley: Routledge&Kegan Paul, 1985. — Vol. I, Fasc. 9. — P. 935—936.
- Wilcken U. Amastris 7 // Paulys Realencyclopädie der classischen Altertumswissenschaft :  [нем.] / Georg Wissowa. — Stuttgart : J. B. Metzler’sche Verlagsbuchhandlung, 1894. — Bd. I, 2. — Kol. 1750.